# سيمبل (سلسلة)
سلسلة سيمبل (بالإنجليزية: Simple Series)‏ أي السلسلة البسيطة بالعربية، هي مجموعة من ألعاب الفيديو ذات أسعار معقولة، تنشرها شركة D3 Publisher (دي ثري بابليشر) اليابانية، وتنتج من قبل مجموعة مختلفة من الشركات، وهي متوفرة للعديد من أنظمة ألعاب الفيديو المشهورة. سعر اللعبة بالين الياباني (غير شامل الضريبة) يكون مدرجا بعنوان السلسلة، مثال : Simple 2000 يكون سعرها 2000 ين ياباني.
تتميز الألعاب دائما بتغليفها المميز الذي يشمل رسومات فنية محاطة ببرواز أسود، ويكون عنوان اللعبة بالخط الأبيض، ويكون اسم اللعبة وإصدارها مدونان على الغلاف.